# CHARA-Array

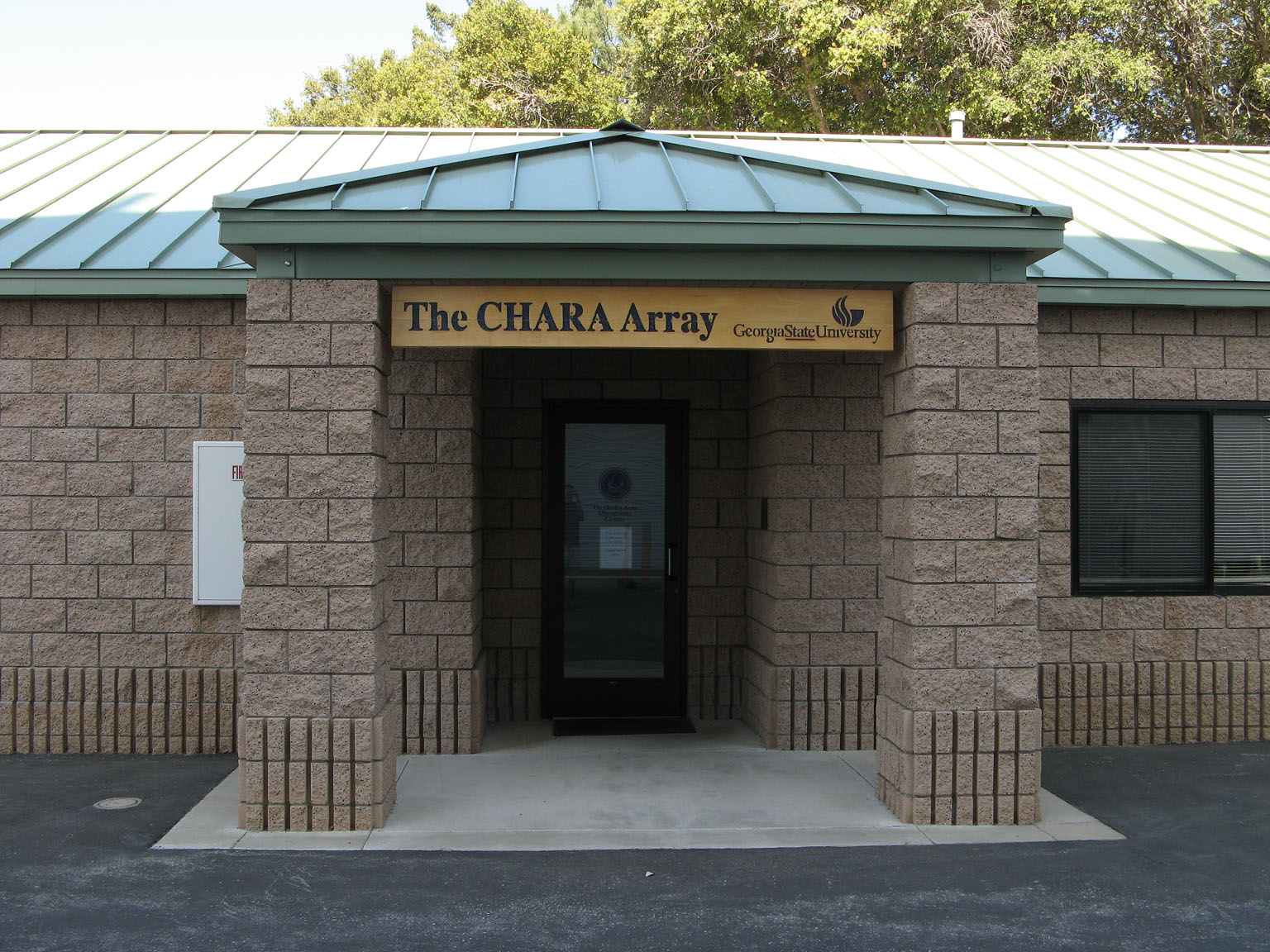
Kontrollzentrum des CHARA-Arrays

Das CHARA-Array engl. CHARA Array ist ein optisches astronomisches Interferometer, geführt von The Center for High Angular Resolution Astronomy (CHARA) der Georgia State University (GSU).  Es befindet sich am Mount-Wilson-Observatorium, nahe Los Angeles, in Kalifornien.
Das Interferometer bestand bis 2024 aus sechs Spiegelteleskopen, jeweils mit einem Meter Durchmesser, die entlang dreier Achsen angeordnet sind. Die Teleskope können dabei bis zu 330 Meter voneinander entfernt sein. Das von den Teleskopen empfangene Licht wird dann durch evakuierte Röhren geleitet und optisch überlagert. Damit diese Überlagerung phasenrichtig erfolgt, werden die sich ergebenden Gruppenlaufzeitunterschiede des Sternenlichts zu den einzelnen Teleskopen in einem 100 Meter langen Gebäude mit verfahrbaren Spiegeln ausgeglichen. Das Array erzielt eine Winkelauflösung von 0,5 mas (Milli-Bogensekunden) im Infraroten. Wissenschaftliche Beobachtungen begannen 2002, ab 2005 wurden Bildresultate routinemäßig erzielt. Das erste Bild von einer Sternenoberfläche, des Stern Altair, wurde 2007 publiziert.
2024 wurde das Interferometer um ein siebtes Teleskop mit ebenfalls einem Meter Spiegeldurchmesser ergänzt. Dieses Teleskop kann mittels eines Anhängers zwischen drei verschiedenen festen Standorten bewegt werden. Der maximale Abstand zwischen zwei Teleskopen beträgt nunmehr 550 statt 330 Meter, was zu einer erheblichen Erhöhung des Auflösungsvermögens führt. Eine technische Neuerung besteht darin, dass das neue Teleskop mit den bestehenden CHARA-Teleskopen zusammenarbeitet, indem es das Licht der Sterne durch Lichtwellenleiter überträgt.

## Siehe auch

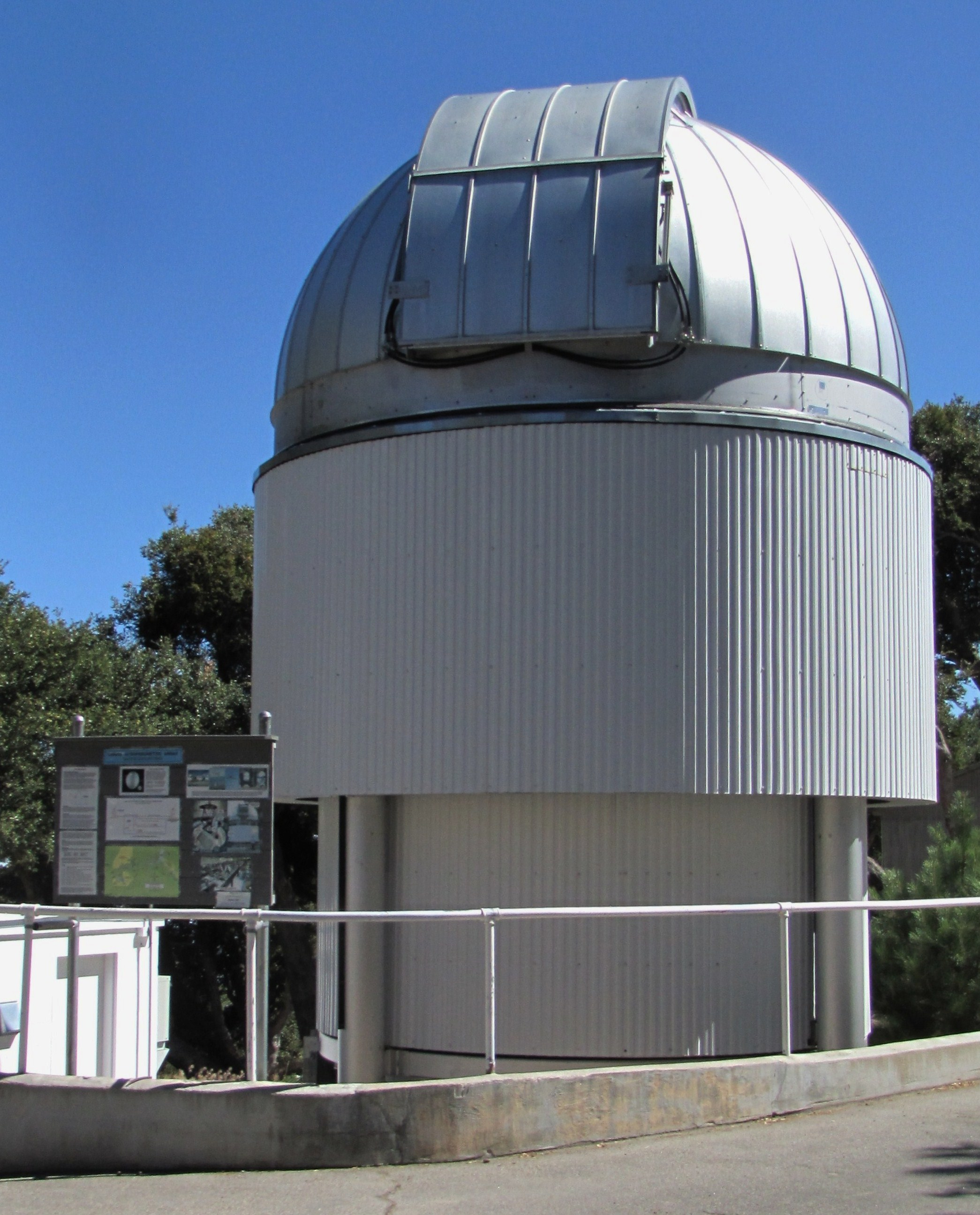
Ein Teleskop des Arrays

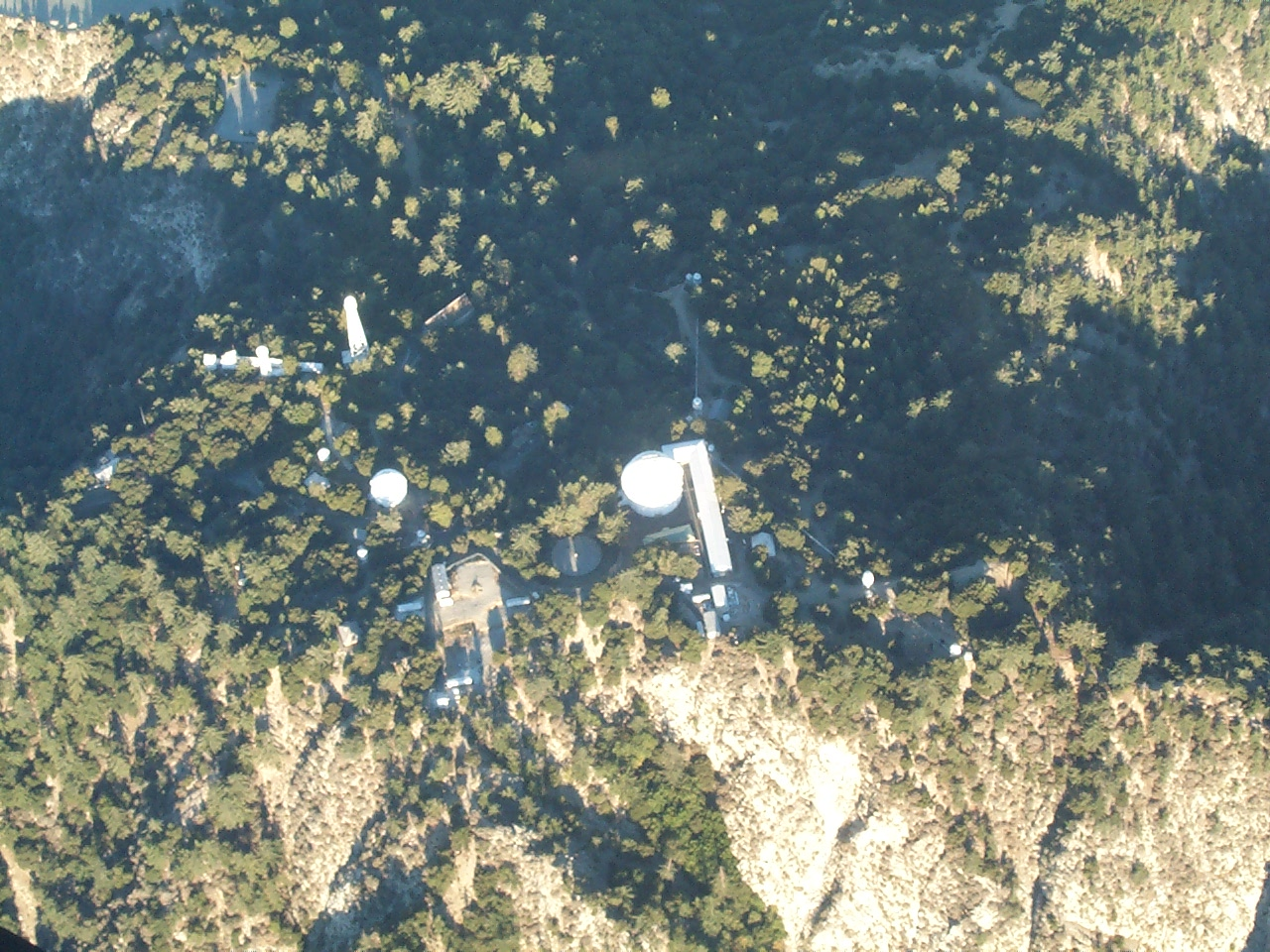
Luftaufnahme des Mount Wilson aus dem Jahr 2000: Das historische 100"-Hooker-Teleskop im Zentrum, das 60"-Teleskop links sowie das CHARA-Array.